# The Green Swamp
The Green Swamp er en amerikansk stumfilm fra 1916 af Scott Sidney.

## Medvirkende
- Bessie Barriscale som Margery Allison.
- Bruce McRae som Dr. Ward Allison.
- J. Barney Sherry som Dr. Jim Hendon.
- Milton Ross som Bryan.
- Lola May som Edna.